# Jacques Laumosnier
Jacques Laumosnier est un peintre français probablement né à Paris vers 1669 et mort à Paris vers 1744, connu surtout comme peintre du maréchal René de Froulay de Tessé.

## Biographie

### Un apprentissage aux Gobelins
Né en 1669 ou peu avant, Jacques Laumosnier appartient à une famille d'artisans aisés originaires de Clichy-la-Garenne et Paris. Il réalise sans doute son apprentissage à la manufacture des Gobelins, dirigée par les peintres Charles Le Brun et Adam Frans van der Meulen, puis, après 1690, par leur successeur Jean-Baptiste Ier Martin. C’est probablement auprès de ce dernier qu’il apprend la peinture historiée. Il est reçu maître peintre le 7 avril 1693 et intègre l’Académie de Saint-Luc, communauté regroupant les maîtres peintres et sculpteurs parisiens.

### Peintre du maréchal de Tessé

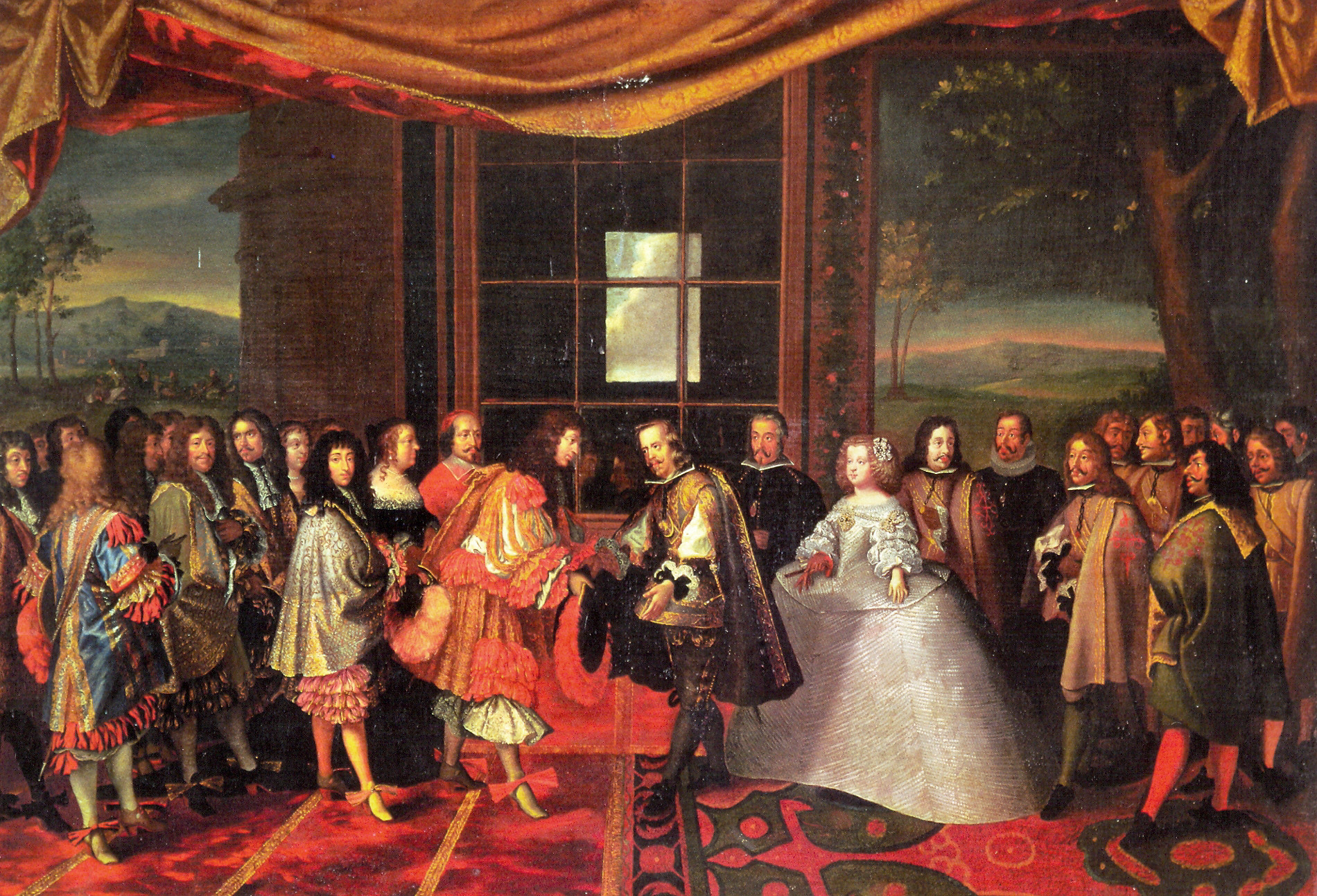
L’un des premiers tableaux de Laumosnier, L’Entrevue de Louis XIV et de Philippe IV sur l'île des Faisans en 1660 (Entrevue des deux rois sur l'île des Faisans).

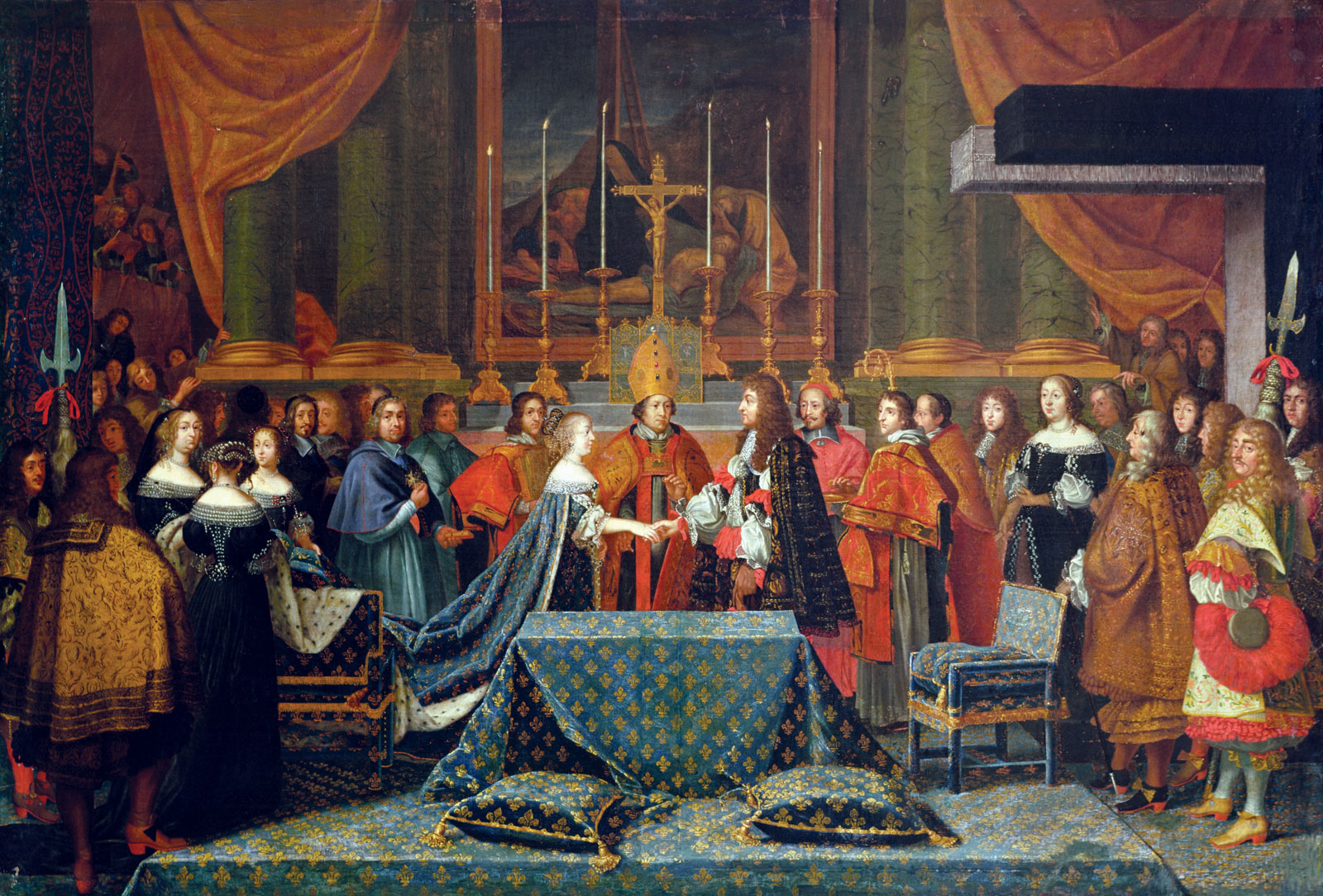
Mariage de Louis XIV et de Marie-Thérèse d'Autriche

Il est choisi par le maréchal René de Froulay de Tessé pour peindre les deux premiers tableaux qu’on connaît de lui, réalisés d’après des cartons de haute lisse des Gobelins : L’Entrevue de Louis XIV et de Philippe IV dans l’Île des faisans et Le mariage de Louis XIV et Marie-Thérèse d’Autriche à Saint-Jean-de-Luz. Laumosnier réalise pour son protecteur neuf grands tableaux représentant les évènements marquants de la vie du maréchal. 

### Peintre du roi
À partir de 1718 Jacques Laumosnier se pare du titre de peintre du roi. Il semble collaborer avec les peintres de fleurs Jean-Baptiste Belin père et fils, connus pour avoir exercé dans différentes résidences royales telles que Saint-Germain, Fontainebleau ou encore Versailles. Mais les œuvres que Laumosnier a réalisées pour le roi restent à identifier.

### Peintre au service de l’aristocratie et de la bourgeoisie
Après la mort en 1725 de son protecteur, Jacques Laumosnier reçoit diverses commandes privées. Il participe, sans doute sous la direction d’Augustin Oudart Justina, à la décoration du château d’Ermenonville. Il réalise aussi des portraits à la manière de Hyacinthe Rigaud, le peintre le plus en vogue à cette époque, pour de riches aristocrates ou bourgeois tels que l’évêque d’Arras ou le financier Jean-Baptiste Petit-de-Saint-Lienne.

### Professeur à l’Académie de Saint-Luc
En 1735 il exerce comme professeur à l’Académie de Saint-Luc. À la date de son dernier acte connu, en 1744, Jacques Laumosnier est âge de plus de 75 ans et n’exerce plus. Il meurt sans doute peu après.

## Œuvres

### Peinture historiée
- Entrevue de Louis XIV et de Philippe IV dans l'Île des faisans (7 juin 1660) , Musée de Tessé, le Mans, copie réduite du carton de tapisserie exécuté par Henri Testelin pour la tenture de L'Histoire du Roi d’après Charles Le Brun et Adam Frans van der Meulen.
- Mariage de Louis XIV et Marie-Thérèse d’Autriche (9 juin 1660 à Saint-Jean-de-Luz) , Musée de Tessé, le Mans, copie réduite du carton de tapisserie exécuté par Henri Testelin pour la tenture de L'Histoire du Roi d’après Charles Le Brun et Adam Frans van der Meulen.
- Tessé reçoit de Louis XIV l'ordre du Saint-Esprit en 1694, collection privée.
- Tessé assiste par procuration aux fiançailles de Marie-Adélaïde de Savoie avec Louis de France en 1696, collection privée.
- Le maréchal de Tessé reçoit de Louis XIV le bâton de maréchal en 1703, collection privée.
- Le maréchal de Tessé reçoit de Philippe V le titre de Grand d'Espagne en 1704, collection privée.
- Le maréchal de Tessé, en mission diplomatique à Rome, présente ses lettres de créance au pape Clément XL, collection privée
- Philippe V, roi d'Espagne, confère la Toison d'or au maréchal de Tessé comme ambassadeur à Madrid, (1725) Musée de Tessé, le Mans.
- La Nymphe de Sceaux, (1735) Musée du Domaine départemental de Sceaux, d'après le dessin de Charles Le Brun illustrant le frontispice du poème de Philippe Quinault de 1677.

### Portraits
- Portrait en pied du maréchal de Tessé, après 1703, Musée de Tessé, le Mans.
- François Baglion de La Salle, évêque d'Arras, portrait connu par une gravure de Laurent Cars (1729)
- Portrait présumé du financier Jean-Baptiste Geoffroy Petit de Saint-Lienne (1728), collection privée.